# The Brokenwood Mysteries

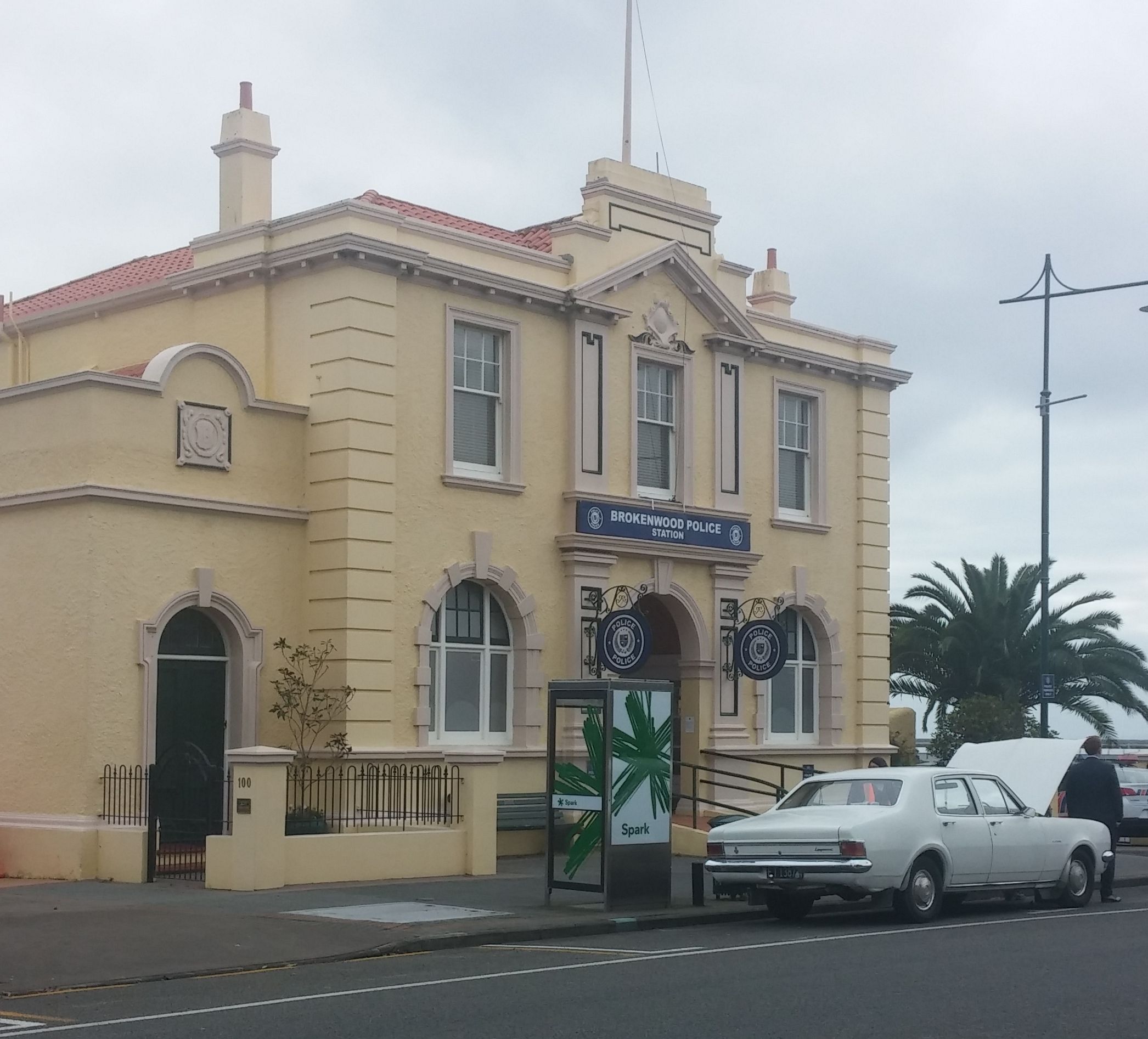
Estación de policía de The Brokenwood Mysteries

The Brokenwood Mysteries, es una serie de televisión neozelandesa transmitida desde el 28 de septiembre de 2014 hasta ahora.
La serie ha contado con la participación invitada de los actores: Ben Barrington, Jared Turner, Alistair Browning, Emmett Skilton, Fraser Brown, Jeff Szusterman, Francis Mountjoy, Ben Wright, Donogh Rees, Miriama McDowell, Roz Turnbull, Calvin Tuteao, Phil Peleton, Shoshana McCallum, John Sumner, Ian Hughes, Peter Elliott, Jessica Joy Wood, entre otros...	 
La serie fue renovada para una tercera temporada, la cual fue estrenada el 30 de octubre de 2016.

## Historia
El detective inspector Mike Shepherd, es bueno en su trabajo pero malo en hacer relaciones laborales, cuando llega a la ciudad de "Brokenwood" para resolver un crimen se enamora de él y decide quedarse, sin embargo pronto Shepherd comienza a chocar con la detective Kristin Sims.

## Personajes

### Personajes Principales[2]
| Actor            | Personaje     | Ocupación                | N.º de episodios | Duración        |
| ---------------- | ------------- | ------------------------ | ---------------- | --------------- |
| Fern Sutherland  | Kristin Sims  | Detective                | 10               | 2014 - presente |
| Neill Rea        | Mike Shepherd | Detective Sargento Mayor | 10               | 2014 - presente |
| Nic Sampson      | Breen         | Oficial                  | 10               | 2014 - presente |
| Pana Hema Taylor | Jared Morehu  | -                        | 10               | 2014 - presente |
| Christina Ionda  | Gina Kadinsky | Patóloga                 | 10               | 2014 - presente |

### Personajes Secundarios
| Actor           | Personaje         | Ocupación | N.º de episodios | Duración        |
| --------------- | ----------------- | --------- | ---------------- | --------------- |
| Colin Moy       | Hughes            | -         | 7                | 2014 - presente |
| Elizabeth McRae | Mrs. Marlowe      | -         | 5                | 2014 - presente |
| Roy Ward        | Rev. Lucas Greene | Reverendo | 4                | 2014 - presente |

### Antiguos Personajes Secundarios
| Actor            | Personaje         | Ocupación                            | N.º de episodios | Duración |
| ---------------- | ----------------- | ------------------------------------ | ---------------- | -------- |
| Andi Crown       | Meredith Wilmott  | Jefa de Comunicaciones de la Policía | 3                | 2014     |
| Miriama McDowell | Tania Stokes      | -                                    | 2                | 2014     |
| Jared Turner     | Rory Parkes       | -                                    | 1                | 2014     |
| Brett O'Gorman   | Tony              | -                                    | 1                | 2014     |
| Marc Pritchard   | Dwayne Dunn       | -                                    | 1                | 2014     |
| Chris Sherwood   | Nate Dunn         | -                                    | 1                | 2014     |
| Sophie Henderson | Evelyn Dunn       | -                                    | 1                | 2014     |
| Mike Edward      | Phillip Henderson | -                                    | 1                | 2014     |
| Mark Clare       | Gary McLeod       | -                                    | 1                | 2014     |

## Producción
La serie fue dirigida por Mike Smith, Josh Frizzell y Michael Hurst, y producida por Chris Bailey. Contará con la participación de los productores ejecutivos Kelly Martin y John Barnett. También participaron los escritores Tim Balme y James Griffin.
En diciembre del 2014 se confirmó que la serie había sido renovada para una segunda temporada la cual fue estrenada el 27 de septiembre del 2015.

### Emisión en otros países
| País        | Cadenas       | Fecha de Inicio | Fecha de Finalización |
| ----------- | ------------- | --------------- | --------------------- |
| Australia   | Nine Network  | -               | -                     |
| Finlandia   | Yle TV1       | -               | -                     |
| Francia     | France 3      | -               | -                     |
| Reino Unido | Drama Channel | -               | -                     |
| Italia      | Giallo        | -               | -                     |